# La Jacquerie

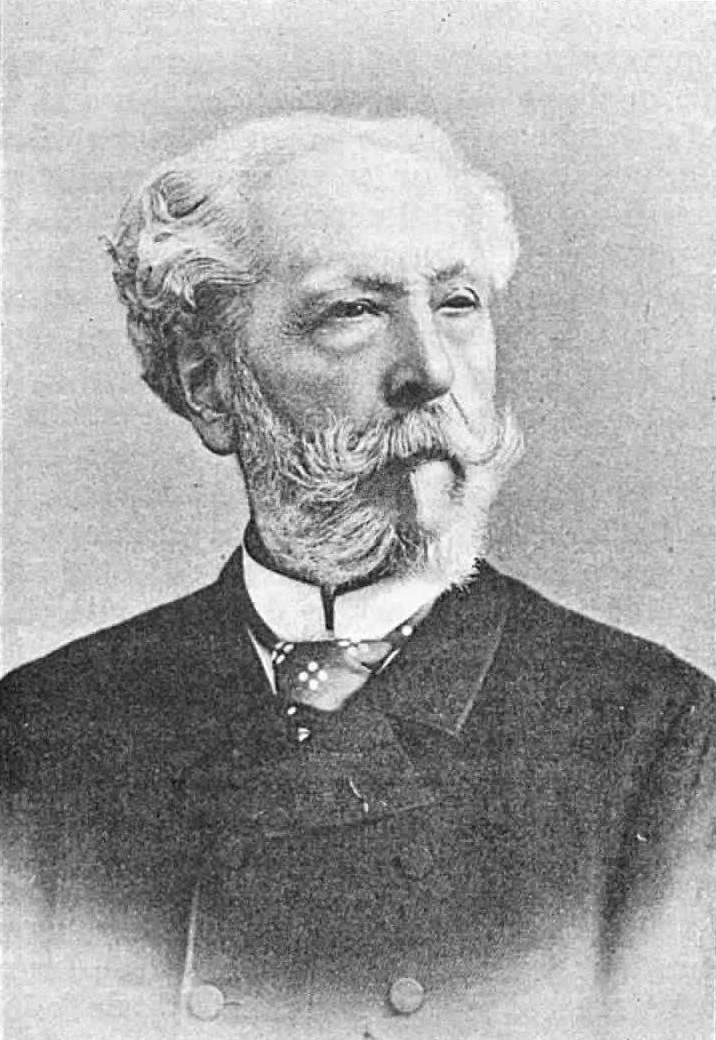
Édouard Lalo

La Jacquerie är en opera i fyra akter med musik av Édouard Lalo och libretto av Édouard Blau och Simone Arnaud, efter pjäsen med samma namn från 1828 av Prosper Mérimée. Operan var ofullbordad när Lalo dog 1892 och den fullbordades av Arthur Coquard. Den hade premiär den 9 mars 1895 på Opéra de Monte-Carlo.

## Historia
La Jacquerie skulle ha blivit Lalos tredje opera (efter Fiesque (1868) och Le roi d'Ys (1888)). Lalo dog efter att endast ha komponerat första akten. Coquard, en elev till César Franck, ombads av operachefen för Monte-Carlo Opera, Raoul Gunsbourg, att slutföra resten. Alexandre Dratwicki noterar att operan bär spår av både Richard Wagner och Giacomo Meyerbeer (särskilt den senares Les Huguenots).

## Uppförandehistorik
Efter premiären i Monaco uppfördes operan i Aix-les-Bains i september och på Opéra-Comique i Paris i december 1895. En kritiker skrev att musiken var "liten, men högljudd". Senare föll operan i glömska i över ett sekel, men spelades i Frankrike några föreställningar 2015.

## Personer
| Roller                         | Stämma      | Premiärbesättning den 9 mars 1895 Dirigent: Léon Jehin |
| ------------------------------ | ----------- | ------------------------------------------------------ |
| Blanche de Sainte-Croix        | sopran      | Amélie Loventz                                         |
| Jeanne                         | mezzosopran | Blanche Deschamps-Jéhin                                |
| Robert                         | tenor       | M. Jérôme                                              |
| Guillaume                      | baryton     | M. Bouvet                                              |
| Le Comte de Sainte-Croix       | baryton     | M. Ucchetto                                            |
| Le Sénéchal                    | bas         | M. Lafon                                               |
| Le Baron de Savigny            | tenor       | M. Declozens                                           |
| Kör (adelsmän, bönder, nunnor) |             |                                                        |

## Handling
Operan består av fyra akter à ca 20 minuter. Den utspelas 1358 i byn Saint-Len de Cérent under bonderesningen Jacquerie.  Robert är förälskad i adelsdamen Blanche. Han försöker skydda henne mot folkets uppror men skadas och dör i hennes armar.

## Inspelning
Med Véronique Gens (Blanche de Sainte-Croix), Nora Gubisch (Jeanne), Charles Castronovo (Robert), Boris Pinkhasovich (Guillaume), Jean-Sébastien Bou (Le Comte de Sainte-Croix), Patrick Bolleire (Le Sénéchal), Enguerrand de Hys (Le Baron de Savigny). Choeur de Radio France, Orchestre Philharmonique de Radio France, dirigerad av Patrick Davin. Släppt 2016. CD Ediciones Singulares Cat:ES1023.